# 세계산업노동자연맹
세계산업노동자연맹(世界産業勞動者聯盟, Industrial Workers of the World, IWW 또는 워블리 - Wobblies)는 미국 시카고에 본부를 둔 아나르코생디칼리슴 성향의 노동조합이다. "워블리"(Wobblies)라는 별칭의 기원은 불명확하다. 핵심 강령은 모든 노동자들이 하나의 계급으로서 단일거대노조 아래 단결해야 하며, 노동자를 자본가의 임금노예가 되게 하는 임금제도는 붕괴되어야 한다는 것이다. 전성기인 1923년 IWW는 10만 진성 노조원을 거느렸고 30만 노동자의 지지를 받았다. 그러나 1924년 내부 다툼에 기인한 분리와 정부의 노동운동 탄압에 의해 급속히 줄어들어 2,000여명까지 조합원이 줄기도 했다 있다. 그러나 최근 다시 활발한 조직 활동과 함께 조합원 수가 증가 추세에 들어 9,300여명 이상의 조합원이 있다. IWW는 회원이 노조 가입 작업장에서 일하는 것과 다른 노조에 중복 가입하는 것에 제한을 두지 않는다.
이들은 작업장 민주주의의 모델을 제시한 워블리 숍 (Wobbly Shop)으로 인해 가장 잘 알려졌다. 이 제도 하에서는 노동자들이 자신의 매니저를 선출한다.

## 같이 보기
- 유진 데브스
- 산업 혁명
- 세계산업노동자연맹의 철학과 전술
- 단일거대노조
- 생디칼리슴